# Aleardo Simoni
Aleardo Simoni (Milano, 5 settembre 1902 – Minerbio, 8 settembre 1989) è stato un ciclista su strada italiano, professionista e indipendente dal 1924 al 1934.

## Palmarès
- 1927 (Ganna-Dunlop, una vittoria)

Coppa Placci
- 1928 (Bianchi, due vittorie)

G.P. Industrie Piombinesi
Giro della Provincia di Teramo
- 1931 (Ganna-Dunlop, una vittoria)

Coppa Appennino
- 1932 (individuale, una vittoria)

Coppa Valle del Metauro

## Piazzamenti

### Grandi Giri
- Giro d'Italia

1927: 8º
1928: 16º
1930: 25º
1931: 22º
- Tour de France

1932: 42º

### Classiche monumento
- Milano-Sanremo

1927: 37º
1931: 23º
1932: 23º
1933: 47º
- Giro di Lombardia

1923: 40º